# Пам'ятник Махатмі Ганді (Київ)
Пам'ятник Махатмі Ганді — пам'ятник індійському державному і політичному діячу, національному герою, розташований у Києві, у Ботанічному саду імені О. В. Фоміна. Простір навколо пам'ятника на честь філософії Махатми названо «Оаза миру».

## Історія
Посольство Республіки Індії в Києві у співпраці з Київським національним університетом імені Тараса Шевченка відкрили пам'ятник 2 жовтня 2021 року з нагоди 150-річчя від дня народження національного героя Індії Махатми Ганді.
Посол Індії в Україні Партха Сатпатхі сказав, що це перший пам'ятник Ганді в Україні.
Він зазначив, що вже пройшло 70 років після смерті Махатми Ганді, проте він залишається прикладом для наслідування по всьому світу. За його словами, життя Ганді є історією героїчних зусиль започаткування цінностей ненасилля та правди у людському житті.
Під час відкриття пам'ятника перша заступниця міністра закордонних справ України Еміне Джапарова додала, що цей день є дуже особливим як для України, так і для Індії. За її словами, сигнал Ганді є дуже зрозумілим — це мир, який, зокрема, Україні на сьогоднішній день потрібен як ніколи.
Відомий український поет Дмитро Павличко зачитав вірш, присвячений Махатмі Ґанді.